# 울트라건축박물관
울트라건축박물관은 서울특별시 양천구 신정동에 위치한 미술관이다.

## 같이 보기
- 대한민국의 박물관과 미술관 목록